# Ferocactus robustus
Ferocactus robustus là một loài thực vật có hoa trong họ Cactaceae. Loài này được (Karw. ex Pfeiff.) Britton & Rose mô tả khoa học đầu tiên năm 1922.
Ferocactus robustus là loài phổ biến ở các bang Puebla và Veracruz tại Mexico.

## Hình ảnh

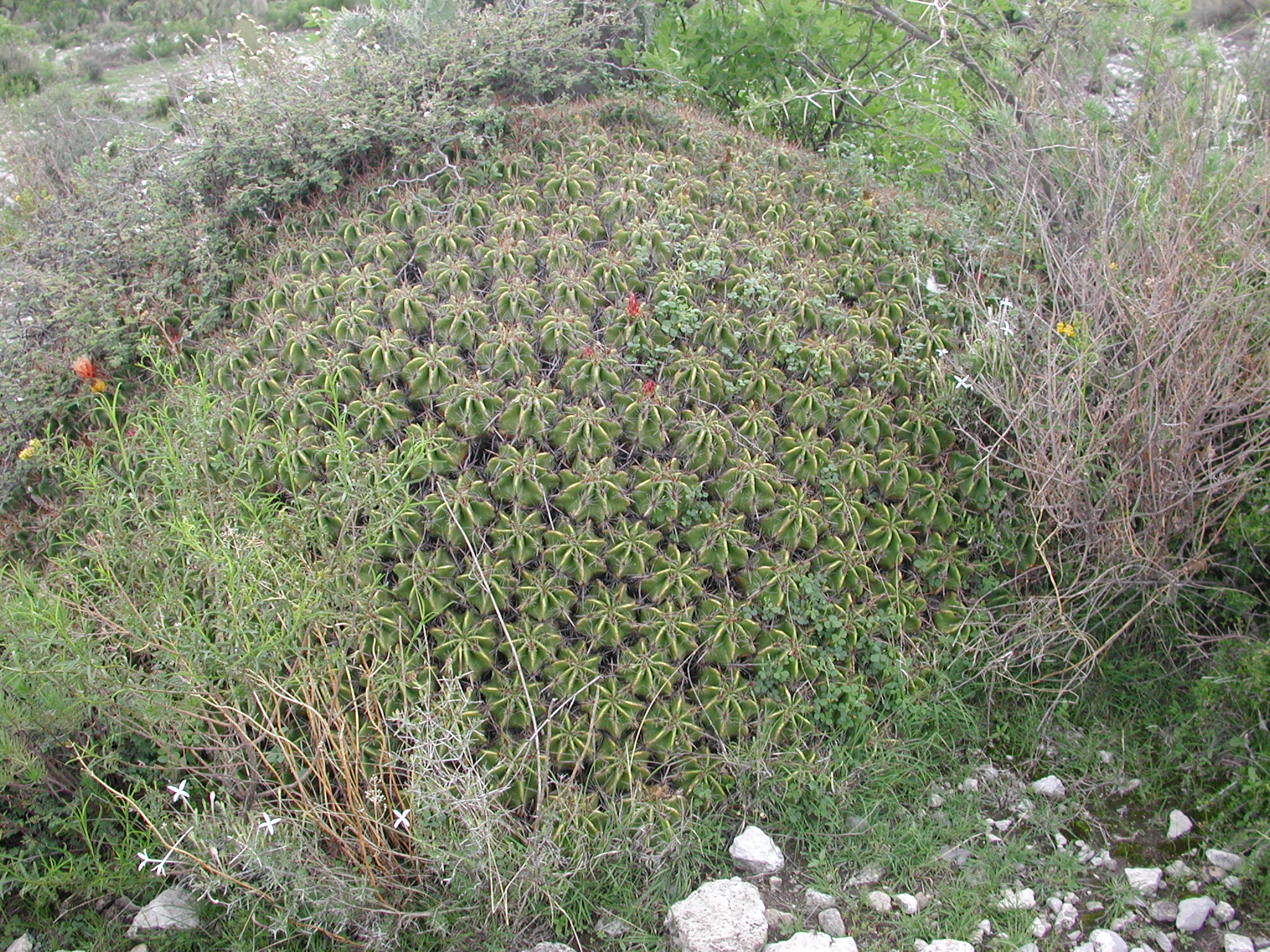
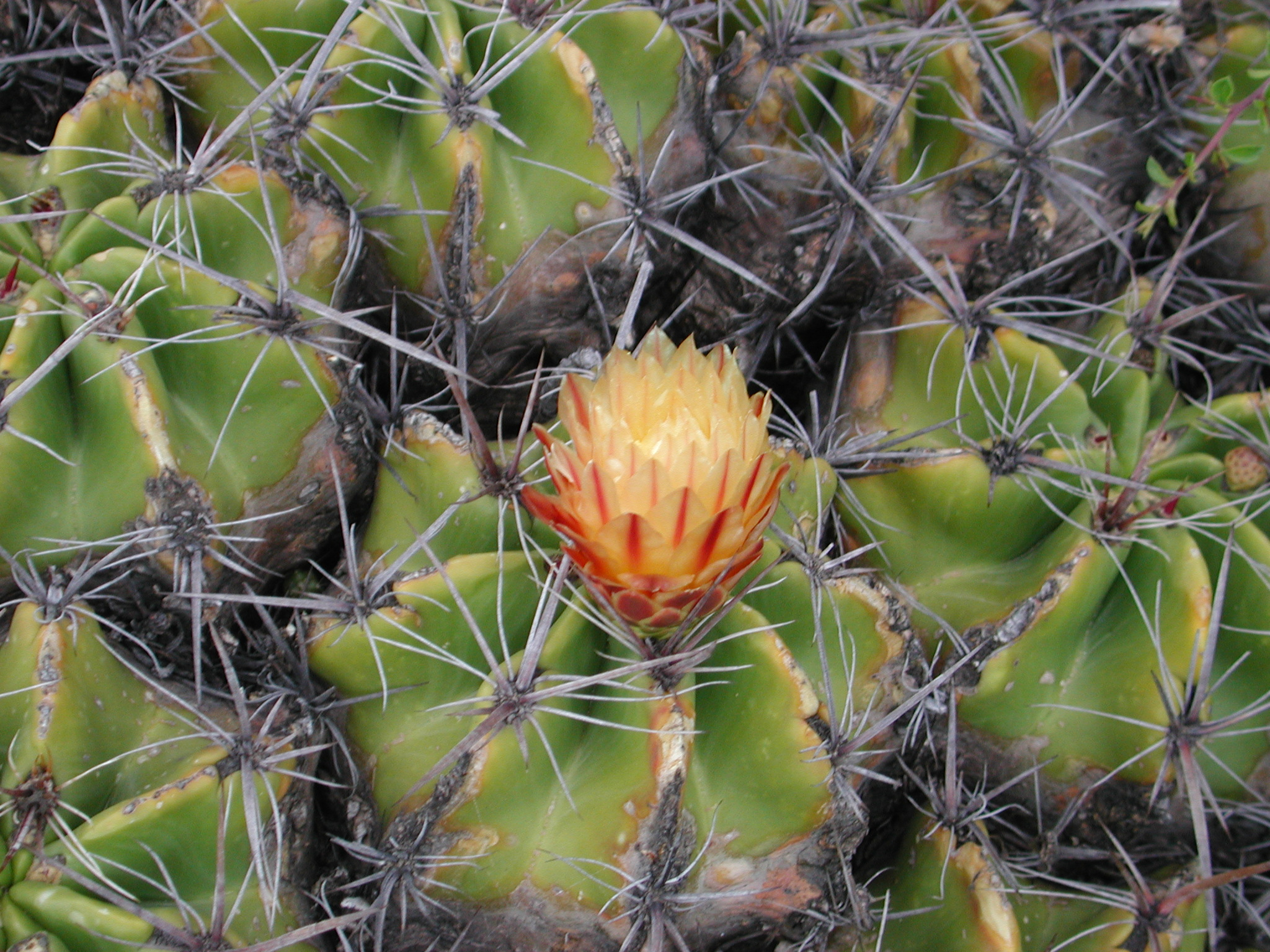
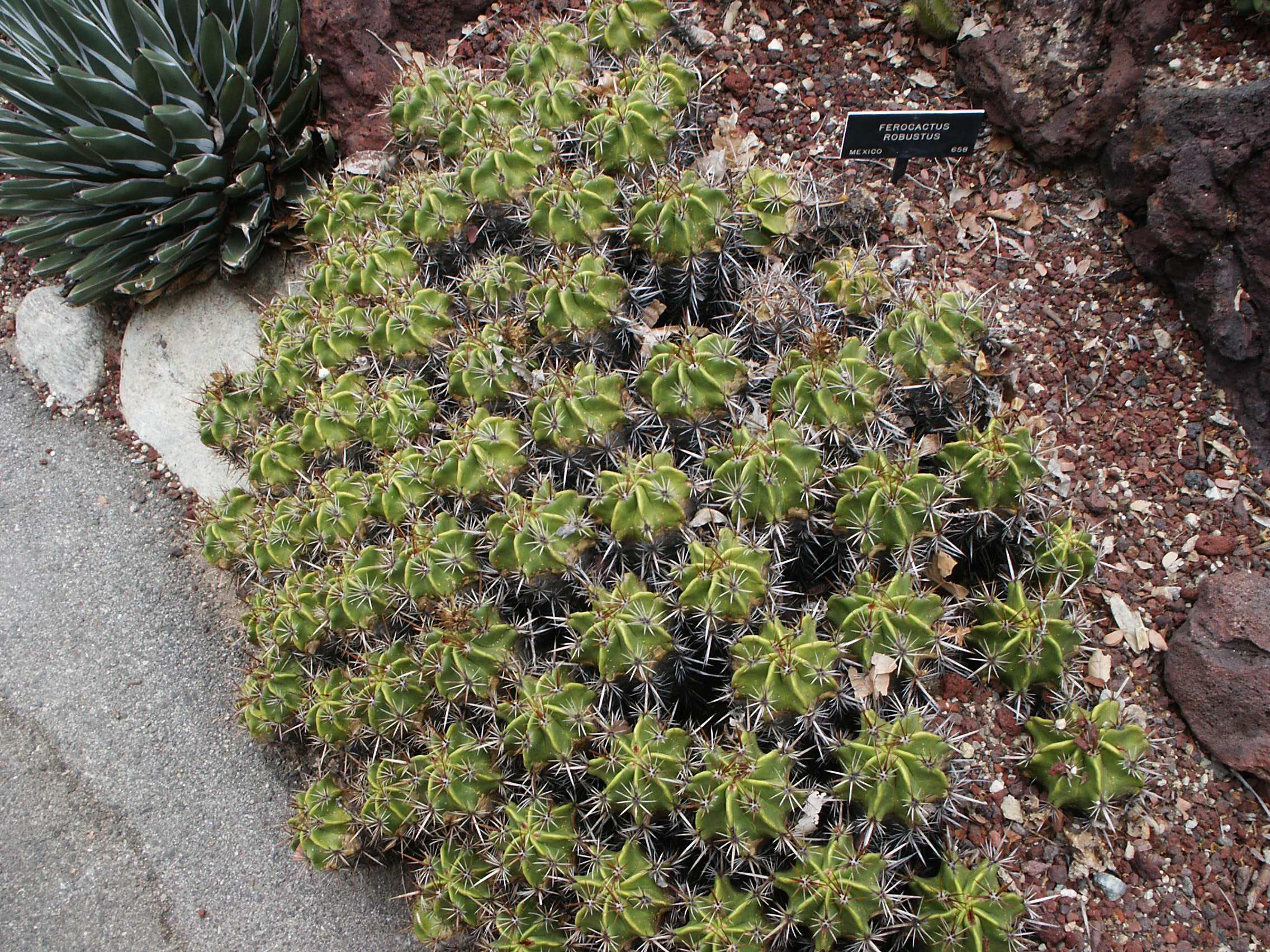
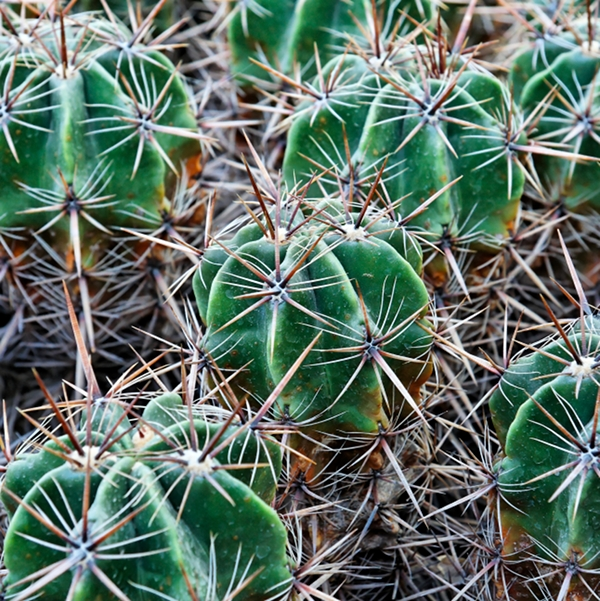